# Jessica Bade
Jessica Bade (* 29. Mai 1993 in Kassel) ist eine deutsche Fußballspielerin.

## Karriere

### Vereine
Bade besuchte als Schülerin das Berufskolleg in Essen-Holsterhausen. Die bisherigen Stationen ihrer fußballerischen Karriere waren die nordhessischen Vereine FC Oberzwehren, SpVgg Olympia Kassel, KSV Hessen Kassel und der OSC Vellmar. In der Saison 2007/08 erreichte sie die Meisterschaft mit dem OSC Vellmar in der Nordgruppe der Hessenliga. Von 2009/10 bis  2011/12 spielte sie für den Bundesligisten SG Essen-Schönebeck. Ihr Bundesligadebüt gab sie am 20. September 2009 (1. Spieltag) bei der 0:3-Niederlage im Auswärtsspiel gegen den FC Bayern München, ihr erstes Bundesligator erzielte sie in der Folgesaison, am 3. Oktober 2010 (8. Spieltag), beim 1:1-Unentschieden im Auswärtsspiel gegen den FC Bayern München mit dem Treffer zum Endstand in der 70. Minute. Am 3. Juli 2012 löste sie ihren bis zum 30. Juni 2013 giltenden Vertrag mit der SSG Essen auf. Sie wechselte zu Beginn der Saison 2012/13 zum SC Bad Neuenahr, für den sie am 31. Oktober 2012 (nachgeholter 1. Spieltag) beim 1:0-Sieg im Heimspiel gegen den FC Bayern München debütierte. Nach der Insolvenz des SC Bad Neuenahr und dem damit verbundenen Aufhebung ihres Vertrags, wechselte sie am 22. August 2013 zum VfL Bochum.

### Nationalmannschaft
Das Trikot des DFB trug sie erstmals am 26. Oktober 2011 in Konz beim 4:0-Sieg der U-19-Nationalmannschaft über die Auswahl der Schweden mit Einwechslung für Sofia Nati in der 55. Minute.